# Seniorat liptowsko-orawski
Seniorat liptowsko-orawski (słow. Liptovsko-oravský seniorát) – jeden z senioratów Dystryktu Wschodniego  Ewangelickiego Kościoła Augsburskiego Wyznania na Słowacji z siedzibą w Liptovským  Ondreju. Na seniorat składa się 29 zbórów z 27 785 członkami.
W jego skład wchodzą zbory: Dolný Kubín, Hybie, Istebné, Jasenová, Kráľova Lehota, Kraľovany, Leštiny, Liptovská Kokava, Liptovská Porúbka, Liptowska Sielnica, Liptowski Gródek, Liptowski Gródek-Dovalovo, Liptowski Jan, Liptowski Mikułasz, Liptovský Mikuláš-Palúdzka, Liptovský Ondrej, Liptovský Peter, Liptovský Trnovec, Párnica, Partizánska Ľupča, Przybylina, Rużomberk, Smreczany, Święty Krzyż–Lazisko, Ważec, Wychodna, Veličná, Závažná Poruba, Žaškov.